# Anselmo (futbolista)
Anselmo Eyegue Nfono (Malabo, 5 de septiembre de 1990), conocido como Anselmo, es un futbolista ecuatoguineano que también posee la nacionalidad española. Jugó como delantero en el Unió Esportiva Vilassar de Mar y en la selección de Guinea Ecuatorial.

## Selección nacional
Ha sido internacional con la selección de fútbol de Guinea Ecuatorial por primera vez ante Nigeria el 15 de junio de 2008 en un partido válido por la clasificación a la Copa Mundial de Fútbol de 2010. También jugó contra Sudáfrica el 11 de octubre de 2008 en otro partido clasificatorio y contra Cabo Verde el 28 de marzo de 2009 en un partido amistoso. El 11 de agosto de 2010, marcó el gol con el que su selección le ganaba 1 a 0 a Marruecos en Rabat -finalmente perdido 1 a 2-.

## Clubes
| Club                            | País   | Año       |
| ------------------------------- | ------ | --------- |
| Briquets Deportivo (inferiores) | España |           |
| Guineueta (inferiores)          | España |           |
| Damm (inferiores)               | España | 2003–2008 |
| Barcelona (Juvenil A)           | España | 2008–2009 |
| Alcoyano (Primer equipo y B)    | España | 2009      |
| Getafe B                        | España | 2010      |
| Pulpileño                       | España | 2010      |
| Bosher Club                     | Omán   | 2011–2012 |
| Gramenet                        | España | 2012–2013 |
| La Jonquera                     | España | 2013–2014 |
| Montañesa                       | España | 2014-2015 |
| Unió Esportiva Vilassar de Mar  | España | 2015      |
| CF Lloreda                      | España | 2015-2016 |
| Atlético Piferrer Barcelona     | España | 2017-2018 |
| CF Navata                       | España | 2018-2020 |